# اندیس ایستگاه سهیل
ایستگاه سهیل یک اندیس غیرفلزی است که در حوالی شهر عشین استان اصفهان قرار دارد و مادهٔ معدنی موجود در آن، باریت است.  